# Nucifrangibulum
Nucifrangibulum (лат.) — ископаемый род ос-бетилид из надсемейства Chrysidoidea (Bethylidae, Hymenoptera). 

## Распространение
Франция, меловой янтарь (Charentese Amber).

## Описание
Мелкие и среднего размера осы-бетилиды. Клипеус округлый, голова прогнатическая, жвалы широкие с 4 апикальными зубцами. Затылочный киль отсутствует. 
Род был впервые выделен в 2016 году, а его валидный статус подтверждён в ходе ревизии, проведённой в 2018 году бразильскими энтомологами Magno S. Ramos и Celso O. Azevedo.